# Carmen (Dávao del Norte)
Carmen es un municipio filipino de primera categoría, situado en la parte sudeste de la isla de Mindanao. Forma parte de  la provincia de Dávao del Norte situada en la Región Administrativa de Dávao. Para las elecciones está encuadrado en el Segundo Distrito Electoral. Forma parte del área metropolitana de Dávao.

## Barrios
El municipio  de Carmen se divide, a los efectos administrativos, en 20 barangayes o barrios, conforme a la siguiente relación:
| - Alejal - Anibongán - Asunción - Cebulano - Magsaysay | - Tubod - Minda - Tibulao - Mabuhay - Ising | - La Paz - Santo Niño - Salvación - Mangalcal - Guadalupe | - Taba - San Isidro - Tuganay - Mabaús - Nueva Camiling |

## Historia
El actual territorio de la provincia de Dávao Oriental  fue parte de la provincia de Caraga durante la mayor parte del Imperio español en Asia y Oceanía (1520-1898).
A principios del siglo XX la isla de Mindanao se hallaba dividida en siete distritos o provincias.

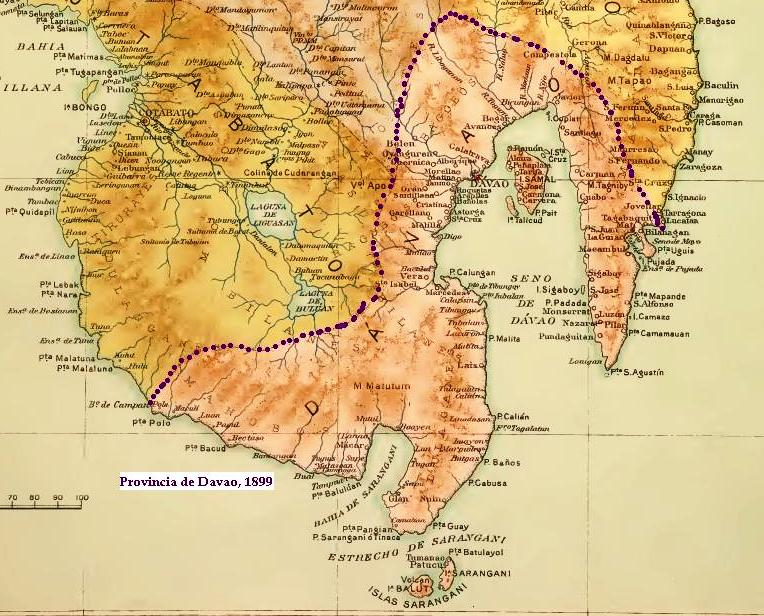
El Distrito 4º de Dávao en 1899.

El Distrito 4º de Dávao, llamado hasta 1858  provincia de Nueva Guipúzcoa, tenía por capital el pueblo de Dávao e incluía la  Comandancia de Mati.
El 18 de junio de 1966 fue creado este nuevo municipio segregado del de Panabo en la provincia de Dávao. Lo forman los barrios de Ising, Mabuhay, Minda, Cebulano, Cuatro-cuatro, Lapaz, Santo Niño, Mangalcal, Nueva Camiling, Alejal, Magsaysay, Tuganay, Bingcungan, Anibongan, San Isidro, Mabawas y Cabayangan. Así como los sitios de Tibulao, Tubod, Small La Pax, Dila-dila, Taba, Tagum, Lawaan, Balisong, Magudising, Calabasa, y Nueva Casay.